# ジブラルタル包囲戦 (1315年)
第二次ジブラルタル包囲戦（だいにじジブラルタルほういせん、英: Second siege of Gibraltar）は、セウタのAzafiとナスル朝グラナダ王国が、1309年の第一次ジブラルタル包囲戦でカスティーリャ王フェルナンド4世の軍により陥落したジブラルタルを攻略するために起こした戦いである。
第二次包囲戦は、カスティーリャ王国が、1314年に甥のイスマーイール1世に退位させられた封臣のナスルを支援するという口実でグラナダに侵攻したより大きい戦いの中で行われた。侵攻に対して、グラナダ王国と同盟を組んだセウタの統治者Yahya ibn Abi Talib al-Azafiの軍がジブラルタルを包囲し郊外の一部に侵入した。カスティーリャ王アルフォンソ11世の摂政ペドロ王子は、町を解放するために陸軍と海軍を合同させ、敵軍の包囲を終わらせた。
グラナダ王国とカスティーリャ王国の戦いは、休戦が途切れ、その後も数年間続いたが、1319年のベガ・デ・グラナダの戦いでカスティーリャ軍が敗走し、ペドロともう一人の摂政フアン王子が戦死して、カスティーリャ王国の侵攻の脅威が終わった。

## 背景
1309年、グラナダ王国とカスティーリャ王国、アラゴン王国、マリーン朝との戦いで、カスティーリャ王フェルナンド4世の軍がグラナダ王国からジブラルタルを奪取した。町のモスクは教会に変わり、住民1,125人がキリスト教国の統治下で暮らすことなく北アフリカに向かった。フェルナンド4世とナスル朝のナスルは1310年5月に講和条約に調印し、グラナダの君主がカスティーリャ王国の封臣になった。ナスルはフェルナンド4世が崩御する直前の1312年8月にこの合意を更新した。フェルナンド4世の1歳の息子アルフォンソ11世が即位し、ペドロ王子が摂政として王国を統治した一方で、グラナダ王国では甥のイスマーイール1世がナスルに対する反乱を起こした。ナスルはペドロ王子に救援を求めたが、間に合わなかった。1314年2月、イスマーイール1世はナスルを退位、首都から退避させ、グアディクスの統治者にした。ナスルはグアディクスで王位を請求し、グアディクス王という独自の称号を名乗り、カスティーリャ王国の支援を求めた。ペドロ王子はナスルと会い支援することに賛成する一方で、アラゴン王ハイメ2世に対して自らジブラルタルを征服するつもりであると語り、支援の見返りに6分の1をアラゴン王国に譲ることとなった。

## 序曲

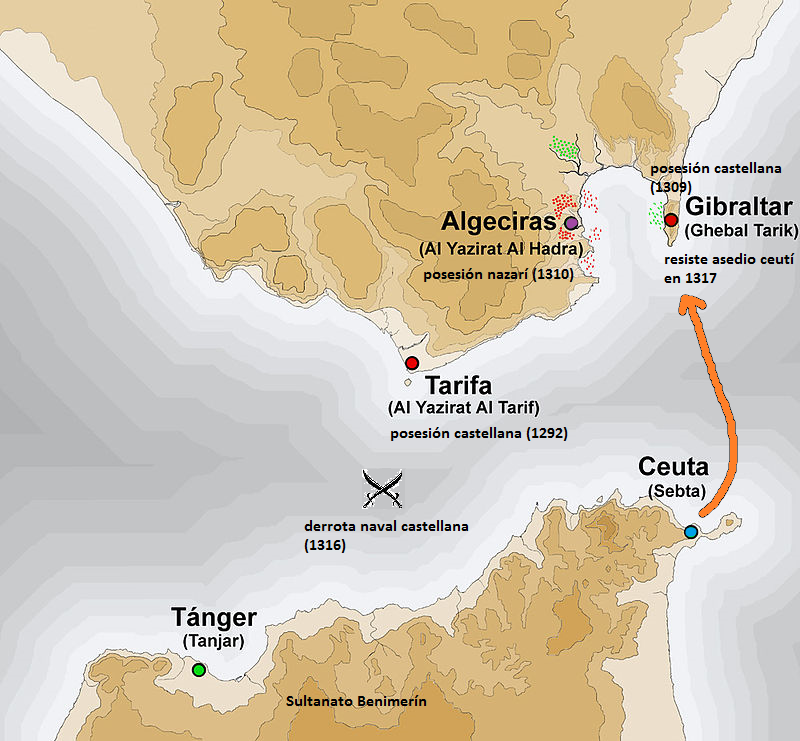
ジブラルタル海峡（1310年–1329年）

イスマーイール1世は即位してから、ナスルに味方するカスティーリャ軍の侵攻を想定し、国境地帯で警戒態勢を取らせ、1315年にジハードを宣言した。カスティーリャ王国は1316年春に侵攻軍の用意をさせて、ナスルの支援を受けたペドロ王子はAlicún de Ortega付近でUthman ibn Abi al-Ulaの軍に勝利し、グラナダの肥沃な国土を略奪し、破壊するべく、奥深くまで追撃した。

## 包囲戦
カスティーリャ軍の侵攻を受けて、イスマーイール1世はジブラルタルの包囲に備えた。1316年、北アフリカのセウタの Azafidの指導者と同盟を組んだが、マリーン朝の君主ウトマーン2世は支援することを拒否した。1316年の最初の数ヶ月で、軍事的な名声がよく知られたセウタの統治者Yahya ibn Abi Talib al-Azafiの軍がジブラルタル海峡を渡り、カスティーリャ軍の艦隊に勝ち、ジブラルタルを包囲した。ジブラルタル包囲の知らせが届くと、ペドロ王子はコルドバに軍を残したままセビリアに向かい、ナスル朝とAzafiの包囲を破るべく、海軍と陸軍を編成した。トラファルガー岬周辺とジブラルタル湾内部に艦隊を送り、王子は陸路で進軍した。カスティーリャ軍が到着した頃には、包囲軍がすでに配置されていて、南方から攻撃し、ジブラルタルの郊外に侵入した。包囲軍は援軍を見て撤退したので、包囲は終わってしまったように思われた。ペドロ王子はgrandes quittancesを保証し（大まかに言えば二重給料）、報酬を払って援軍を解散させると、コルドバに引き返してグラナダ侵攻を続行した。

## 余波

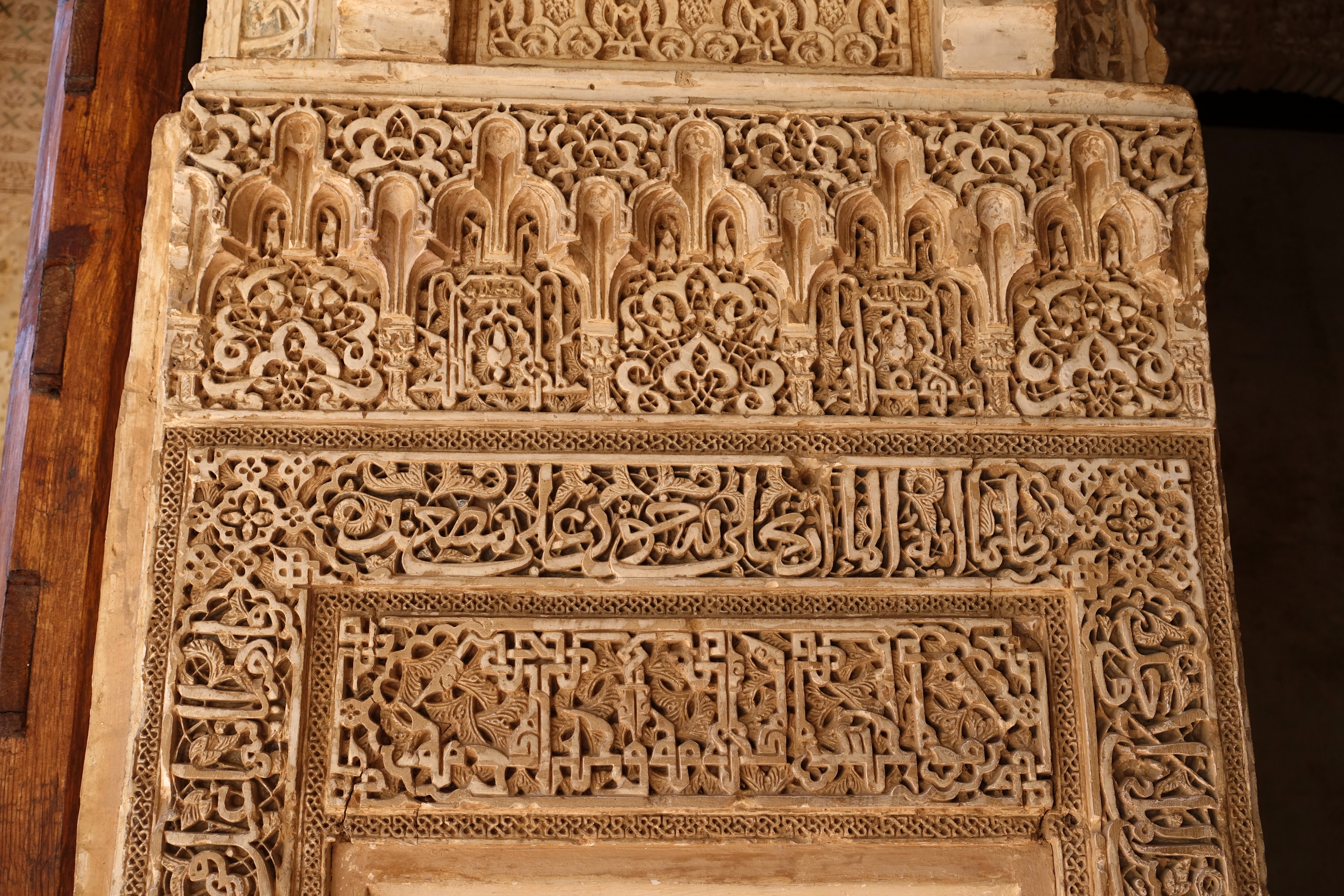
ヘネラリフェ宮殿に彫られたイスマーイール1世を称える詩

1316年の夏の終わりに、ペドロ王子とイスマーイール1世は1317年3月31日までの休戦に合意した。ペドロ王子は1317年に再びグラナダに侵攻したが別の休戦で終わるが、同年に教皇ヨハネス22世から十字軍遠征の勅令を賜り、教皇は戦争支援のために教会が徴収した資金を使うことを認めた。戦争は1318年春に再開され、秋頃にペドロ王子とイスマーイール1世は別の休戦協定に合意した。ナスルを支援するという口実にかかわらず、当時のペドロ王子の意図はグラナダ全域の占領にあり、"I would not be a son of King Don Sancho, if, within a few years, if God gives me life, I did not cause the house of Granada to be restored to the Crown of Spain."と宣言した。カスティーリャのグラナダに対する脅威は1319年6月のベガ・デ・グラナダの戦いで終わり、この時、Uthman ibn al-Ula率いるグラナダ軍がカスティーリャ軍を敗走させ、共同摂政だったペドロ王子とフアン王子が戦死した。